# Tour de Vendée 2018
Il Tour de Vendée 2018, quarantasettesima edizione della corsa e valevole come evento dell'UCI Europe Tour 2018 categoria 1.1, si svolse il 6 ottobre 2018 su un percorso di 206,4 km, con partenza da Dompierre-sur-Yon e arrivo a La Roche-sur-Yon, in Francia. La vittoria fu appannaggio del tedesco Nico Denz, il quale completò il percorso in 5h02'28", alla media di 40,94 km/h, precedendo il belga Lennert Teugels e lo svizzero Gian Friesecke.
Sul traguardo di La Roche-sur-Yon 46 ciclisti, su 104 partiti da Dompierre-sur-Yon, portarono a termine la competizione.

## Squadre e corridori partecipanti
| N.    | Cod. | Squadra                    |
| ----- | ---- | -------------------------- |
| 1-7   | COF  | Cofidis, Solutions Crédits |
| 11-17 | CIB  | Cibel-Cebon                |
| 21-25 | RWA  | Ruanda                     |
| 31-37 | VOL  | Team Vorarlberg Santic     |
| 41-47 | KWT  | Massi-Kuwait Team          |
| 51-56 | CJR  | Caja Rural-Seguros RGA     |
| 61-66 | RLM  | Roubaix Lille Métropole    |
| 71-77 | VCC  | Vital Concept Cycling Club |

| N.      | Cod. | Squadra                       |
| ------- | ---- | ----------------------------- |
| 81-86   | FST  | Team Fortuneo-Samsic          |
| 91-97   | TDE  | Direct Énergie                |
| 101-107 | DMP  | Delko Marseille Provence KTM  |
| 111-117 | AUB  | St Michel-Auber 93            |
| 121-127 | EUS  | Euskadi Basque Country-Murias |
| 131-137 | ALM  | AG2R La Mondiale              |
| 141-146 | GFC  | Groupama-FDJ                  |
| 151-157 | CCD  | Team Differdange Losch        |

## Ordine d'arrivo (Top 10)
| Pos. | Corridore        | Squadra    | Tempo    |
| ---- | ---------------- | ---------- | -------- |
| 1    | Nico Denz        | AG2R       | 5h02'28" |
| 2    | Lennert Teugels  | Cibel      | s.t.     |
| 3    | Gian Friesecke   | Vorarlberg | s.t.     |
| 4    | Jimmy Janssens   | Cibel      | a 17"    |
| 5    | Alexis Guérin    | Delko Mar. | a 22"    |
| 6    | Jonathan Hivert  | Direct     | a 31"    |
| 7    | Thomas Boudat    | Direct     | a 1'08"  |
| 8    | Franck Bonnamour | Fortuneo   | a 1'11"  |
| 9    | Gianni Marchand  | Cibel      | a 1'14"  |
| 10   | Quentin Jauregui | AG2R       | a 1'34"  |